# Ábrahám Gyula
Ábrahám Gyula (Mucsi, 1873. február 7. – Pécs, 1953. augusztus 23.) bankigazgató.

## Tanulmányai
Pécsen járt középiskolába, majd Zalaegerszegen végezte a kereskedelmi főreáliskolát.

## Munkahelyei
Takarékpénztárakban dolgozott (fő)könyvelőként (1891: Simontornya; 1892: Pincehely-Görbő; 1906: Tolnavidéki Takarék). 1907-ben a Tolnavidéki Takarék, majd 1918-ban a  Pécsegyházmegyei Takarékpénztár igazgatója. 1920-tól ugyanennek a pénztárnak vezérigazgatója lett nyugdíjazásáig. Nyugdíjazása után a pénzintézet igazgatósági tagjaként dolgozott.

## Díjai
1924: Pro Ecclesiae et Pontifice érdemkereszt (XI. Pius pápa adja át neki).